# Llista de formatges d'Occitània

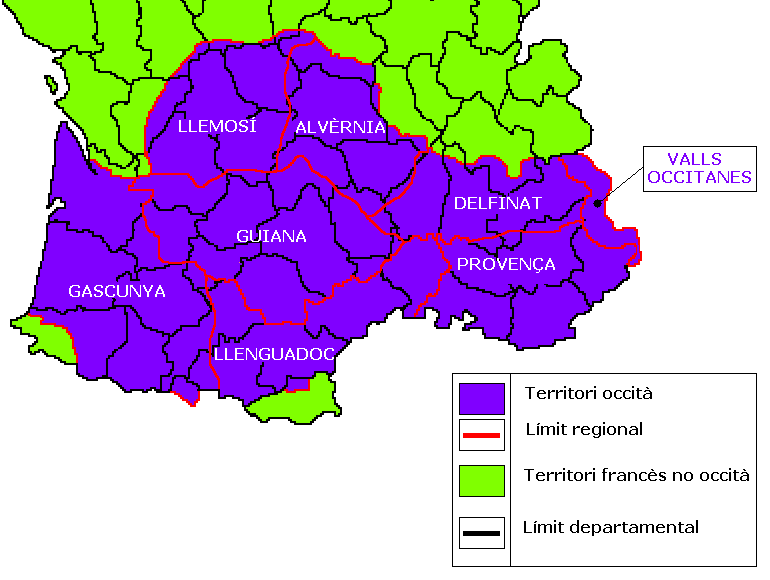
Un mapa d'Occitània

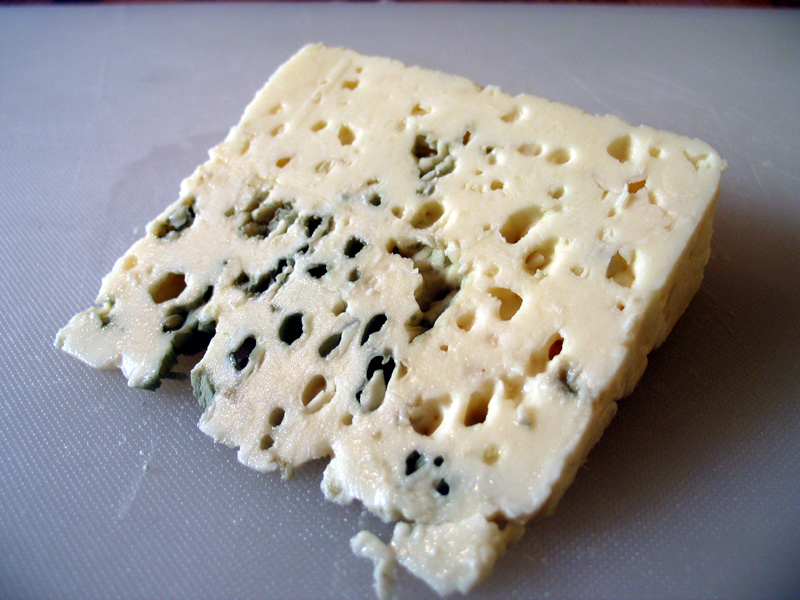
Rocafort

Els formatges d'Occitània (en occità, formatge, hormatge, fromatge o forma) sobten pel seu gran nombre i varietat. És de destacar que hi ha més formatges produïts a França que en cap altre estat, i gran part d'aquests són d'Occitània.
Relació de formatges:

## Migdia-Pirineus
- Formatges amb DOP

Rocamador (formatge)

El rocamador (oc:Ròcamador, fr:Rocamadour), antigament Cabecon de Ròcamador, és un formatge de cabra que compta amb una denominació d'origen des de 1996 i prové del poble de Rocamador.
Rocafort (formatge)

El rocafort (oc:Ròcafòrt, fr:Roquefort) és un formatge d'ovella que compta amb una denominació d'origen des de 1925. Només els formatges madurats a les coves Cambalou de Ròcafòrt (Roquefort-sur-Soulzon) poden anomenar-se legalment com a roquefort.
Cabécou

El cabecou (oc:Cabecon, fr:Cabécou)
- Formatges sense DOP

Toma

La toma (fr:Tomme) és un formatge fresc o recuit produït arreu dels Alps i al massís de Cantal. Pot ser de llet de vaca, d'ovella o de cabra, fet en moles de 10 cm a 20 cm de diàmetre, amb un pes de 800 g a 1 kg. Té una crosta grisosa i dura, que li dona una olor molt forta.
Pérail

Faissela

(oc:Faissèla, fr:Faisselle)
Vathmala o Bathmala

(fr:Bethmale)

## Pirineus
- Formatges sense DOP

Pirineus (formatge)

(oc:Pireneus)
Tometa de cabra

(fr:Tommette)
Rogallais

Aiguille d'Orsières

## Aquitània
- Formatges sense DOP

Tometa de cabra

(fr:Tommette)

## Llemosí
- Formatges sense DOP

Toma de vaca
Coupi (oc. copin)
Brayo (oc. braia)
Correzon (oc. correson)
Limouson (oc. limoson)
Caillade (oc. calhada), és un formatge fresc de tipus brossat

## Alvèrnia
- Formatges amb DOP

Blau d'Alvèrnia

El Blau d'Alvèrnia (oc:Blau d'Auvèrnhe, fr:Bleu d'Auvergne) és un formatge blau d'Alvèrnia. És una DOP des del 1975.
Blau dels Causses

El Blau dels Causses (oc:Blau dels Causses, fr:Bleu des Causses), antigament Blau d'Avairon, és un formatge blau de Roergue. És una DOP des del 1953.
Cantal

El Cantal (oc:cantal, cantau, chantal o chantau, fr:cantal) té dues varietats: Cantal doré (daurat) i Cantal jaune (groc).
Forma

La Forma (oc:Forma, fr:Fourme) és una manera de fer formatge amb tres varietats: de Cantal, d'Embert (oc:Embèrt, fr:Ambert') i de Montbrison. Tenen DOP des del 1972.
Salern (formatge)

El Salern (oc:Salèrn, fr:Salers) és un formatge de llet de vaca, del poble de Salèrn, Alvèrnia. És una DOP des del 1961.
Sant Nectàrie o Sent Nectari

El Sant Nectari (oc:Sent Nectari, fr:Saint-nectaire) és un formatge de llet de vaca, del poble de Sant Nectàrie, Alvèrnia. És una DOP des del 1955.
- Formatges sense DOP

Bric

(fr:Brique)
Gaperon

Chamberat

Rochebarron (oc:Ròchabarron o Ròchavarrolh?)

Petit Montagnard

Murol (oc:Muròl o Muròu)

Carré d'Aurillac (oc:Cairat d'Aurlhac o Orlhac)

## Llenguadoc
- Formatges amb DOP

La Guiola

La Guiola (oc:La Guiòla, fr:Laguiole) és un formatge de llet de vaca, del poble de La Guiola, Aubrac. És una DOP des del 1961.
Pelardon

El Pelardon (oc:Pelardon, fr:Pelardon), és un formatge de cabra que compta amb una denominació d'origen des de 2001 i prové de les Cevenes al Llenguadoc.
- Formatges sense DOP

Molís o Molins

(fr:Moulis)
Fedon

(fr:Fédou)
Saint Gorges de Lévejac
 (oc:Sant Jòrdi de Levejac)

## Provença
- Formatges sense DOP

Faissela

La faissela (oc:Faissèla, fr:Faisselle) és un formatge fresc més líquid que la quallada, semblant a un iogurt remenat o un petit suisse, que es menja amb cullera. El seu gust és extremadament suau, per la qual cosa se sol menjar barrejat amb altres coses (melmelada, mel, etc.). Són unes postres.
Pebre d'ase

(oc:Pebre d'ase, fr:Poivre d'Âne)
Brussa

(oc:Brossa, fr:Brousse)
, és un formatge fresc molt semblant al mató o brossat català.
Banon

El banon (oc:Banon, fr:Banon), és un formatge de cabra que compta amb una denominació d'origen des de 2003 i prové del poble de Banon.

## Vall de Roine
- Formatges amb DOP

Picaudon

El Picaudon (oc:Picaudon, fr:Picodon), és un formatge de cabra amb una crosta florida de color blanc i blau. Compta amb una denominació d'origen des de 1991 i prové de l'Ardecha i la Droma.

## Alps
- Formatges amb DOP

Toma

La Toma (fr:Tomme) és un formatge produït arreu dels Alps. Pot ser de llet de vaca, d'ovella o de cabra, fet en moles de 10 a 20 cm de diàmetre, amb un pes de 800 gr a 1 kg. Té una crosta grisosa i dura, que li dona una olor molt forta.